# Limiet (categorietheorie)
In de categorietheorie, een abstract deelgebied van de wiskunde, vangt de abstracte notie van een limiet de essentiële eigenschappen van universele constructies zoals producten en inverse limieten. De duale notie van een colimiet veralgemeent constructies zoals disjuncte verenigingen, directe sommen, coproducten, pushouts en directe limieten.
Net zoals de sterk verwante noties van universele eigenschappen en toegevoegde functors, bestaan limieten en colimieten op een hoog niveau van abstractie. Om ze te begrijpen is het nuttig is om eerst de specifieke voorbeelden om tot een algemene theorie te komen.
- Dit artikel of een eerdere versie ervan is een (gedeeltelijke) vertaling van het artikel Limit (category theory) op de Engelstalige Wikipedia, dat onder de licentie Creative Commons Naamsvermelding/Gelijk delen valt. Zie de bewerkingsgeschiedenis aldaar.